# Ahethotep
Lásd még: Ahethotep Hemi.
Ahethotep ókori egyiptomi vezír és a kincstár elöljárója volt az V. dinasztia idején, a Ptahhotep intelmei szerzőjeként tisztelt Ptahhotep fia. Ahethotep és fia, Ptahhotep Tjefi a dinasztia uralmának vége felé, Dzsedkaré Iszeszi és Unisz uralkodása alatt töltöttek be magas pozíciót. Ahethotep vezíri és kincstárnoki címe mellett viselte „a király írnokainak elöljárója” és „a magtár felügyelője” címeket is.
Sírját, a fiával közös masztabasírt Szakkarában fedezték fel (D64). Alaprajzát Auguste Mariette térképezte fel és N. de Garis Davies publikálta.

## Fordítás
- Ez a szócikk részben vagy egészben  az   Akhethetep című angol Wikipédia-szócikk ezen változatának fordításán alapul.  Az eredeti cikk szerkesztőit annak laptörténete sorolja fel. Ez a jelzés csupán a megfogalmazás eredetét és a szerzői jogokat jelzi, nem szolgál a cikkben szereplő információk forrásmegjelöléseként.